# Ratzeburger Ruderclub
Der Ratzeburger Ruderclub (RRC) ist ein Ruderverein aus Ratzeburg. Er wurde am 20. März 1953 unter Mitwirkung von Karl Adam gegründet. Die Ruderer des RRC haben zahlreiche Erfolge bei den olympischen Ruderregatten und bei Ruder-Weltmeisterschaften errungen.
Das Vereinshaus liegt am nördlichen Ufer des Ratzeburger Küchensees. Der RRC ist unter anderem Mitglied im Deutschen Ruderverband (DRV) und im Ruderverband Schleswig-Holstein (RVSH).

## Geschichte

### Gründung und Karl Adams Deutschland-Achter

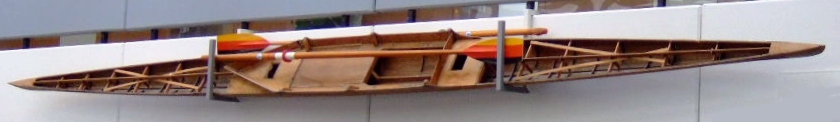
Der erste Einer des RRC aus dem Jahr 1953

Die Gründung des Vereins im Jahr 1953 geht maßgeblich auf das Mitwirken vom Rudertrainer Karl Adam zurück, der nach dem Zweiten Weltkrieg Lehrer an der Lauenburgischen Gelehrtenschule in Ratzeburg war. Er trainierte dort in der Ruderriege der Schule den Ruderer Claus von Fersen, der aufgrund fehlender Mitgliedschaft seiner Schulruderriege im Deutschen Ruderverband nicht an Ruderregatten teilnehmen durfte. Der Verein wurde deshalb am 20. März 1953 im Ratzeburger Hotel „Stadt Hamburg“ im Beisein von 21 Personen gegründet. Alfred Block wurde zum ersten Vorsitzenden gewählt. In den Jahren 1955 und 1956 baute der Verein sein Bootshaus.
Zwar war der Ratzeburger Ruderclub der erste Ruderverein der Stadt, aber mit der Expertise von Karl Adam und einigen Ruderern war bereits die Grundlage für sportliche Erfolge vorhanden. Bereits im Jahr 1955 gelangen die ersten beiden Titel beim Deutschen Meisterschaftsrudern in Berlin-Grünau im Einer durch Klaus von Fersen und im Doppelzweier durch von Fersen und Manfred Rulffs. Im Jahr 1958, nur fünf Jahre nach der Vereinsgründung, gelang der erste Meistertitel im Männer-Achter und Platz 5 derselben Mannschaft bei den Ruder-Europameisterschaften in Posen. Karl Adam entwickelte aus der Mannschaft die erste Erfolgsphase des Deutschland-Achters, die bis etwa 1968 andauerte und unter anderem zu zwei Olympiasiegen (1960 und 1968) mit maßgeblicher Beteiligung von Ruderern des RRC führte. Das Ratzeburger Achter-Team wurde in den Jahren 1959, 1960, 1962 und 1968 zur Mannschaft des Jahres der Bundesrepublik gewählt.
Im Zuge der Erfolgsserie des Ratzeburger Ruderclubs wurde von Karl Adam die noch heute existierende Ruderakademie Ratzeburg im Jahr 1966 gegründet. Bis zu seinem Tod im Jahr 1976 führte Adam die Akademie selbst. Nach dem Olympiasieg 1968 waren Adams Achter allerdings nicht mehr so erfolgreich wie zuvor, und die erste Erfolgsphase des RRC ging zu Ende.

### Sportliche Erfolge nach der Wende
Nach einer rund 20-jährigen Durststrecke fand der Verein nach der Wende zurück in die Erfolgsspur. Zunächst errang Kai von Warburg eine WM-Goldmedaille im Leichtgewichts-Doppelzweier im Jahr 1991. Zur Saison 1995 wechselte der zweifache Olympiasieger im Einer Thomas Lange aus Halle zum RRC, für den er bei den Olympischen Sommerspielen in Atlanta eine letzte Bronzemedaille gewann. Zwischen 1997 und 2004 waren vor allem Meike Evers, Marita Scholz und Marco Geisler für den Verein in den Skull-Großbooten der Männer und Frauen international erfolgreich: Evers gewann zwei WM-Titel und zwei olympische Goldmedaillen, Scholz zwei WM-Titel und Marco Geisler bei den Männern vier WM-Titel. Ab 2007 ruderte das RRC-Mitglied Florian Mennigen international, wobei ihm mit dem Deutschland-Achter drei WM-Titel zwischen 2009 und 2011 und der Olympiasieg in London 2012 gelangen.

## Ratzeburger Ruderregatta
Ähnlich steil wie die Erfolgsgeschichte des Vereins selbst verlief auch die Entwicklung der Ratzeburger Ruderregatta, die der Verein seit 1957 jährlich auf dem Küchensee austrägt. Durch die Präsenz des populären Deutschland-Achters zog die Regatta zahlreiche Zuschauer an, so etwa im Jahr 1965 beim Duell von Adams Achter mit dem damaligen Olympiasiegerteam vom Vesper Boat Club aus den USA. Da die Regattastrecke regelmäßig erweitert und mit Albano-System, Startanlage sowie Zielturm modernisiert wurde, konnte der RRC auf ihr einige Meisterschaftswettkämpfe austragen: bedeutend waren vor allem die Junioren-Weltmeisterschaften im Rudern 1967 und 1974 sowie das Deutsche Meisterschaftsrudern 1984. Davon abgesehen wird jährlich eine Regatta über die olympische Streckenlänge von 2000 m meist Anfang Juni ausgetragen. Die Klasse des Starterfeldes hängt von der Einbindung in den Regattakalender ab und schwankt daher.

## Erfolge
- Ruder-Europameisterschaften 1956, Silbermedaille im Einer durch Klaus von Fersen
- Ruder-Europameisterschaften 1958, Goldmedaille im Vierer ohne Steuermann durch Hans Lenk und Manfred Rulffs (in Renngemeinschaft)
- Ruder-Europameisterschaften 1959, Goldmedaille im Achter durch Hans Lenk, Walter Schröder, Manfred Rulffs, Karl-Heinrich von Groddeck und Steuermann Willi Padge (in Renngemeinschaft); Goldmedaille im Zweier ohne Steuermann durch Bernd Kruse und Ingo Kliefoth
- olympische Ruderregatta 1960, Goldmedaille im Achter durch Hans Lenk, Karl-Heinrich von Groddeck, Walter Schröder, Manfred Rulffs, Kraft und Frank Schepke sowie Steuermann Willi Padge (in Renngemeinschaft)
- Ruder-Weltmeisterschaften 1962, Goldmedaille im Achter durch Horst Meyer, Klaus Aeffke, Hans-Jürgen Wallbrecht, Ingo Kliefoth, Jürgen Plagemann, Klaus Behrens, Karl-Heinrich von Groddeck, Bernd Kruse und Steuermann Thomas Ahrens
- Ruder-Europameisterschaften 1963, Goldmedaille im Achter durch Bernd Kruse, Ingo Kliefoth, Karl-Heinrich von Groddeck, Hans-Jürgen Wallbrecht, Klaus Behrens, Klaus Aeffke, Jürgen Plagemann, Horst Meyer und Steuermann Thomas Ahrens; Goldmedaille im Vierer ohne Steuermann durch Klaus Bittner und Egon Böttcher (in Renngemeinschaft)
- Ruder-Europameisterschaften 1964, Goldmedaille im Achter durch Klaus Aeffke, Klaus Bittner, Karl-Heinrich von Groddeck, Hans-Jürgen Wallbrecht, Klaus Behrens, Jürgen Schröder, Jürgen Plagemann, Horst Meyer und Steuermann Thomas Ahrens
- olympische Ruderregatta 1964, Silbermedaille im Achter durch Klaus Aeffke, Klaus Bittner, Karl-Heinrich von Groddeck, Hans-Jürgen Wallbrecht, Klaus Behrens, Jürgen Schröder, Jürgen Plagemann, Horst Meyer und Steuermann Thomas Ahrens
- Ruder-Europameisterschaften 1965, Goldmedaille im Achter durch Klaus Aeffke, Hans-Jürgen Wallbrecht, Jürgen Schröder, Klaus Behrens, Dirk Schreyer, Horst Meyer und Steuermann Peter Niehusen (in Renngemeinschaft)
- Ruder-Weltmeisterschaften 1966, Goldmedaille im Achter durch Dirk Schreyer, Horst Meyer und Steuermann Peter Niehusen (in Renngemeinschaft)
- Ruder-Europameisterschaften 1967, Goldmedaille im Achter durch Horst Meyer, Dirk Schreyer, Egbert Hirschfelder und Steuermann Gunther Tiersch (in Renngemeinschaft)
- olympische Ruderregatta 1968, Goldmedaille im Achter durch Horst Meyer, Dirk Schreyer, Egbert Hirschfelder und Steuermann Gunther Tiersch (in Renngemeinschaft)
- Ruder-Europameisterschaften 1972, Bronzemedaille im Doppelvierer mit Steuerfrau durch Marlies Meyer (in Renngemeinschaft)
- Ruder-Weltmeisterschaften 1991, Goldmedaille im Leichtgewichts-Doppelzweier durch Kai von Warburg (in Renngemeinschaft)
- olympische Ruderregatta 1996, Bronzemedaille im Einer durch Thomas Lange
- Ruder-Weltmeisterschaften 1997, Goldmedaille im Doppelzweier durch Meike Evers (in Renngemeinschaft); Silbermedaille im Doppelvierer durch Jens Burow (in Renngemeinschaft)
- Ruder-Weltmeisterschaften 1998, Silbermedaille im Doppelvierer durch Marco Geisler (in Renngemeinschaft)
- Ruder-Weltmeisterschaften 1999, Goldmedaille im Doppelvierer durch Meike Evers (in Renngemeinschaft); Goldmedaille im Doppelvierer durch Marco Geisler (in Renngemeinschaft)
- olympische Ruderregatta 2000, Goldmedaille im Doppelvierer durch Meike Evers (in Renngemeinschaft); Bronzemedaille im Doppelvierer durch Marco Geisler (in Renngemeinschaft)
- Ruder-Weltmeisterschaften 2001, Goldmedaille im Doppelvierer durch Marco Geisler (in Renngemeinschaft)
- Ruder-Weltmeisterschaften 2002, Goldmedaille im Doppelvierer durch Marita Scholz (in Renngemeinschaft); Goldmedaille im Doppelvierer durch Marco Geisler (in Renngemeinschaft)
- Ruder-Weltmeisterschaften 2003, Goldmedaille im Doppelvierer durch Marco Geisler (in Renngemeinschaft); Bronzemedaille im Doppelvierer durch Marita Scholz (in Renngemeinschaft); Bronzemedaille im Leichtgewichts-Doppelvierer durch Jörg Lehnigk (in Renngemeinschaft)
- olympische Ruderregatta 2004, Goldmedaille im Doppelvierer durch Meike Evers (in Renngemeinschaft); Platz 5 im Doppelvierer durch Marco Geisler (in Renngemeinschaft)
- Ruder-Weltmeisterschaften 2004, Bronzemedaille im Leichtgewichts-Doppelvierer durch Nils Budde (in Renngemeinschaft)
- Ruder-Weltmeisterschaften 2007, Bronzemedaille im Vierer mit Steuermann durch Florian Mennigen (in Renngemeinschaft)
- olympische Ruderregatta 2008, Platz 8 im Achter durch Florian Mennigen (in Renngemeinschaft)
- Ruder-Weltmeisterschaften 2009, Goldmedaille im Achter durch Florian Mennigen (in Renngemeinschaft); Bronzemedaille im Zweier mit Steuermann durch Steuermann Tim Berent (in Renngemeinschaft)
- Ruder-Europameisterschaften 2010, Goldmedaille im Achter durch Florian Mennigen (in Renngemeinschaft)
- Ruder-Weltmeisterschaften 2010, Goldmedaille im Achter durch Florian Mennigen (in Renngemeinschaft)
- Ruder-Weltmeisterschaften 2011, Goldmedaille im Achter durch Florian Mennigen (in Renngemeinschaft)
- olympische Ruderregatta 2012, Goldmedaille im Achter durch Florian Mennigen (in Renngemeinschaft)